# Filozofia fizyki
Filozofia fizyki – dział filozofii nauki i filozofii przyrody analizujący zagadnienia filozoficzne wytworzone przez fizykę, takie jak:
- ontologiczny status jej pojęć,
- metodologiczny status jej hipotez i modeli,
- filozoficzne konsekwencje jej odkryć.

Fizyka przed uformowaniem się w nowożytnej postaci (rewolucja naukowa) była dziedziną filozofii, przez co rozważania zaliczane potem do filozofii fizyki sięgają początków obu dziedzin, występując np. u filozofów przedsokratejskich. Początków samodzielnej filozofii fizyki można dopatrywać się w XVII wieku, kiedy to uformowana już nauka matematyczno-empiryczna wywołała pewne dyskusje nad jej podstawami i implikacjami teologicznymi. Dalsze stulecia przyniosły kontynuację tych debat oraz otworzyły nowe, związane z demonem Laplace’a, fizyką statystyczną, kosmologią i fizyką kwantową; w XXI wieku większość z nich pozostaje otwartych.
Filozofia fizyki jest uprawiana zarówno w ramach instytucji filozoficznych, jak i przez zawodowych fizyków, np. w ich twórczości popularyzatorskiej. Obie formy aktywności oddziaływały na badania w samej fizyce fundamentalnej – m.in. doprowadziły do sformułowania hipotez jak zasada Macha i przez to ogólnej teorii względności, innych teorii grawitacji, modeli kosmologicznych oraz inspirowały badania nad splątaniem kwantowym, np. twierdzenie Bella. Pobudki filozoficzne bywają używane jako heurystyka w wyborze kierunku badań, np. konkurencyjnych teorii kwantowej grawitacji. Mimo to zdarzali się fizycy krytyczni do filozofii i negujący klasyfikację tych rozważań jako filozoficznych.
Twórczość na pograniczu filozofii i fizyki bywała nagradzana Nagrodą Templetona – wśród wyróżnionych było co najmniej 10 fizyków, konkretniej Carl Friedrich von Weizsäcker, Paul Davies, Freeman Dyson, John Polkinghorne, George Ellis, Charles Townes, John D. Barrow, Michał Heller, Bernard d’Espagnat i Frank Wilczek.

## Zakres

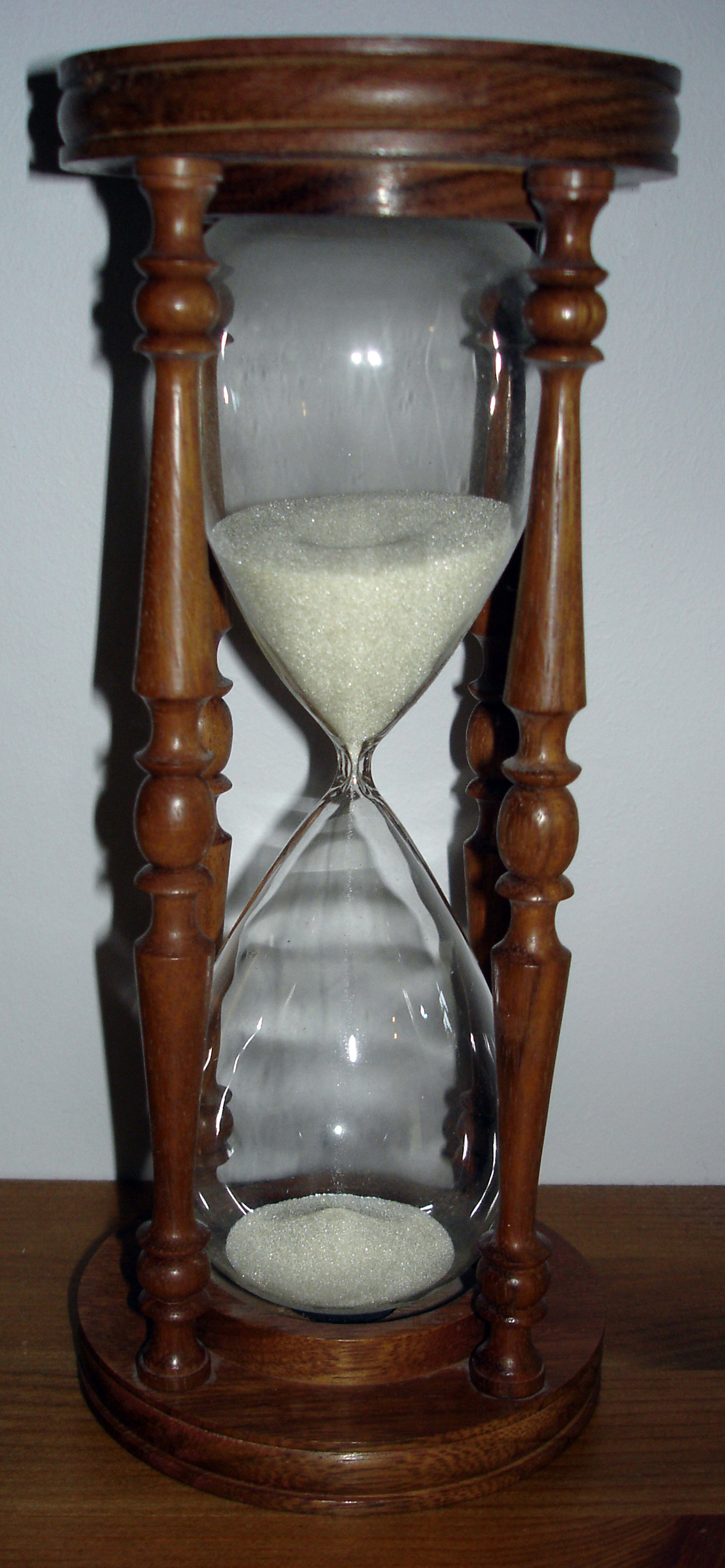
Czas to przedmiot szeregu debat filozoficznych. Dyskutowano jego samodzielność (substancjalność), przyczyny jego asymetrii (strzałka czasu) i jej konsekwencje, np. dla możliwości podróży wstecz w czasie. Rozważano też, czy czas miał początek i czy jest to problem rozstrzygalny. Niektórzy fizycy i filozofowie – jak Julian Barbour – uznawali czas za iluzję.

Przykłady problemów z pogranicza fizyki i filozofii to:
- natura przestrzeni i czasu – spory Newtona z Leibnizem o samodzielność (substancjalność) tych obiektów, kontynuowane potem przez Berkeleya, Macha, Einsteina i niektórych teoretyków kwantowej grawitacji;
- strzałka czasu – zależność między zjawiskami asymetrycznymi czasowo a teoriami fundamentalnymi, które są czasowo symetryczne; poglądy na ten temat prowadziły do hipotez jak mózg Boltzmanna, a także różniły Stephena Hawkinga i Rogera Penrose’a[potrzebny przypis];
- możliwość cofania się w czasie i przyczynowości wstecznej (retrokauzacji), np. status modeli jak metryka Gödla i doświadczenia Wheelera z opóźnionym wyborem w obliczu paradoksu dziadka;
- interpretacje mechaniki kwantowej – dominująca przez dekady interpretacja kopenhaska spotykała się z krytyką, m.in. przez współtwórców tej teorii jak Albert Einstein, Louis de Broglie i Erwin Schrödinger; stąd różne teorie zmiennych ukrytych, m.in. teoria fali pilotującej, a potem też pozbawiona zmiennych ukrytych interpretacja Everetta i inne[2];
- logiki kwantowe, znajdujące się na pograniczu filozofii i fizyki matematycznej;
- aspekty kosmologii – argumenty za i przeciw hipotezom trudnym do rozstrzygnięcia empirycznie jak nieskończona przestrzeń i czas, Wieloświat, hipoteza symulacji czy niektóre zasady antropiczne;
- szerszy problem demarkacji w fizyce, np. falsyfikowalność modeli kwantowej grawitacji i niektórych teorii unifikacyjnych jak teoria strun;
- perspektywy „teorii wszystkiego”.

Oprócz tego do osiągnięć fizyki odwołują się niektóre inne spory filozoficzne, np. o istnienie wolnej woli czy Stwórcy. Przykładowo:
- determinizm obecny w mechanice klasycznej oraz indeterminizm standardowej mechaniki kwantowej bywały używane jako argumenty zarówno przeciwko istnieniu wolnej woli (inkompatybilizm), jak i za nim (pewne formy kompatybilizmu);
- interpretacje Wielkiego Wybuchu jako początku czasu, antropiczne koincydencje oraz samo istnienie poznawalnych praw fizyki bywały używane jako dowody na istnienie Boga, wpisujące się w tradycje argumentów kosmologicznych oraz teleologicznych. Rozumowania te krytykowano jako błędne metodologicznie koncepcje Boga luk;
- pewne modele Wielkiego Wybuchu – usuwające początkową osobliwość jak model Hartle’a-Hawkinga – bywały używane jako argumenty przeciwko istnieniu Boga; Stephen Hawking twierdził, że jego hipoteza odpowiada na pytanie Leibniza[3].

## Przedstawiciele

### W Polsce
W Polsce powstały dwa główne ośrodki filozofii fizyki:
- Kraków – na Uniwersytecie Jagiellońskim (UJ) prowadzono jej kurs[4]. Pracownicy UJ filozofujący o fizyce to m.in. Tomasz Placek[5] i ludzie związani z Centrum Kopernika Badań Interdyscyplinarnych (CKBI): Łukasz Lamża, Michał Heller, Tadeusz Pabjan, Wojciech Grygiel i Tomasz Miller;
- Warszawa – na Uniwersytecie Warszawskim (UW) filozofię czasu uprawiał Zdzisław Augustynek[6], a interpretacją fizyki kwantowej zajmował się między innymi Czesław Białobrzeski.

Filozofią fizyki zajmowali się też Witkacy i Andrzej Łukasik (UMCS). Zorganizowano też Ogólnopolskie Konferencje Filozofii Fizyki – w 2024 roku odbyła się XX edycja.

### Za granicą
Filozofii fizyki bywają poświęcone osobne zespoły badawcze oraz towarzystwa naukowe. Powstały co najmniej trzy czasopisma badawcze poświęcone filozofii fizyki:
- „Philosophy of Physics”;
- „Foundations of Physics”;
- „Studies in History and Philosophy of Science Part B: Studies in History and Philosophy of Modern Physics”.

Niektóre uczelnie w Wielkiej Brytanii i USA otworzyły też łączone studia fizyczno-filozoficzne, zarówno na poziomie licencjackim, jak i magisterskim. Wśród tych uczelni są:
- Uniwersytet Oksfordzki[13][14],
- King’s College London[15],
- University of York[16],
- University of Bristol[17],
- University of Sheffield[18],
- University of Lincoln[19],
- University of Nottingham[20],
- Columbia University[21].

## Oceny wpływu i roli
Niektórzy fizycy wypowiadali się chłodno o filozofii – przykłady to Richard Feynman, Stephen Hawking, Neil deGrasse Tyson, Lawrence Krauss czy Andrzej Dragan. Inni podkreślali, że ta działalność bywa owocna i czasem inspiruje ich prace; przykłady bezpośrednich polemików to Sean Carroll, Lee Smolin i Carlo Rovelli. Wszyscy trzej wyrazili też opinię, że problemy w kwantowaniu grawitacji mogą wynikać z marginalizacji filozofii i badań nad fundamentami fizyki kwantowej.

## Literatura dodatkowa
- Wojciech Grygiel, Stephena Hawkinga i Rogera Penrose’a spór o rzeczywistość, Copernicus Center Press, Kraków 2014, ISBN 978-83-7886-106-5.
- Werner Heisenberg, Fizyka a filozofia, tłum. Stefan Amsterdamski, Książka i Wiedza, Warszawa 1962.
- Michał Heller, Filozofia kosmologii, Copernicus Center Press, Kraków 2013, ISBN 978-83-7886-020-4.
- Tadeusz Pabjan, Eksperymentalna metafizyka. Johna S. Bella filozofia mechaniki kwantowej, Copernicus Center Press, Kraków 2011, ISBN 978-83-6225927-4.
- David Wallace, Filozofia fizyki. Krótkie Wprowadzenie, Wydawnictwo Uniwersytetu Łódzkiego, tłum. Wojciech Sady, Łódź 2022, ISBN 978-83-8220956-3.